# Dentellier

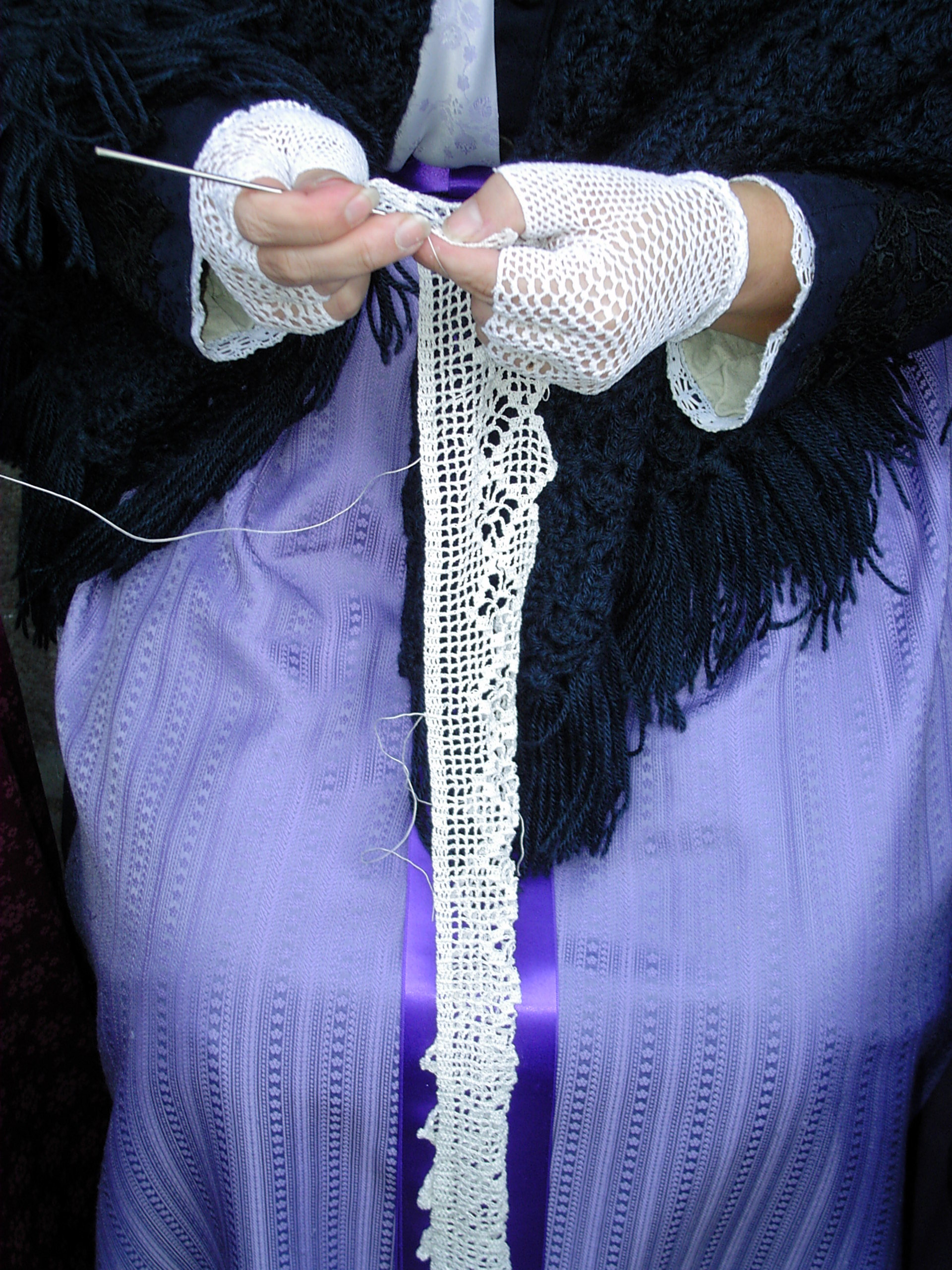
Dentellière travaillant au crochet.

Les dentelliers et dentellières (dans l’orthographe traditionnelle de ces mots, où le double « l » ne mute pourtant pas le « e muet » qui les précède en « e ouvert »), ou denteliers et dentelières (dans l’orthographe française proposée dans la réforme de 1990 qui tient compte de la prononciation réelle de ces mots), sont des artisans qui fabriquent la dentelle.

## Aperçu

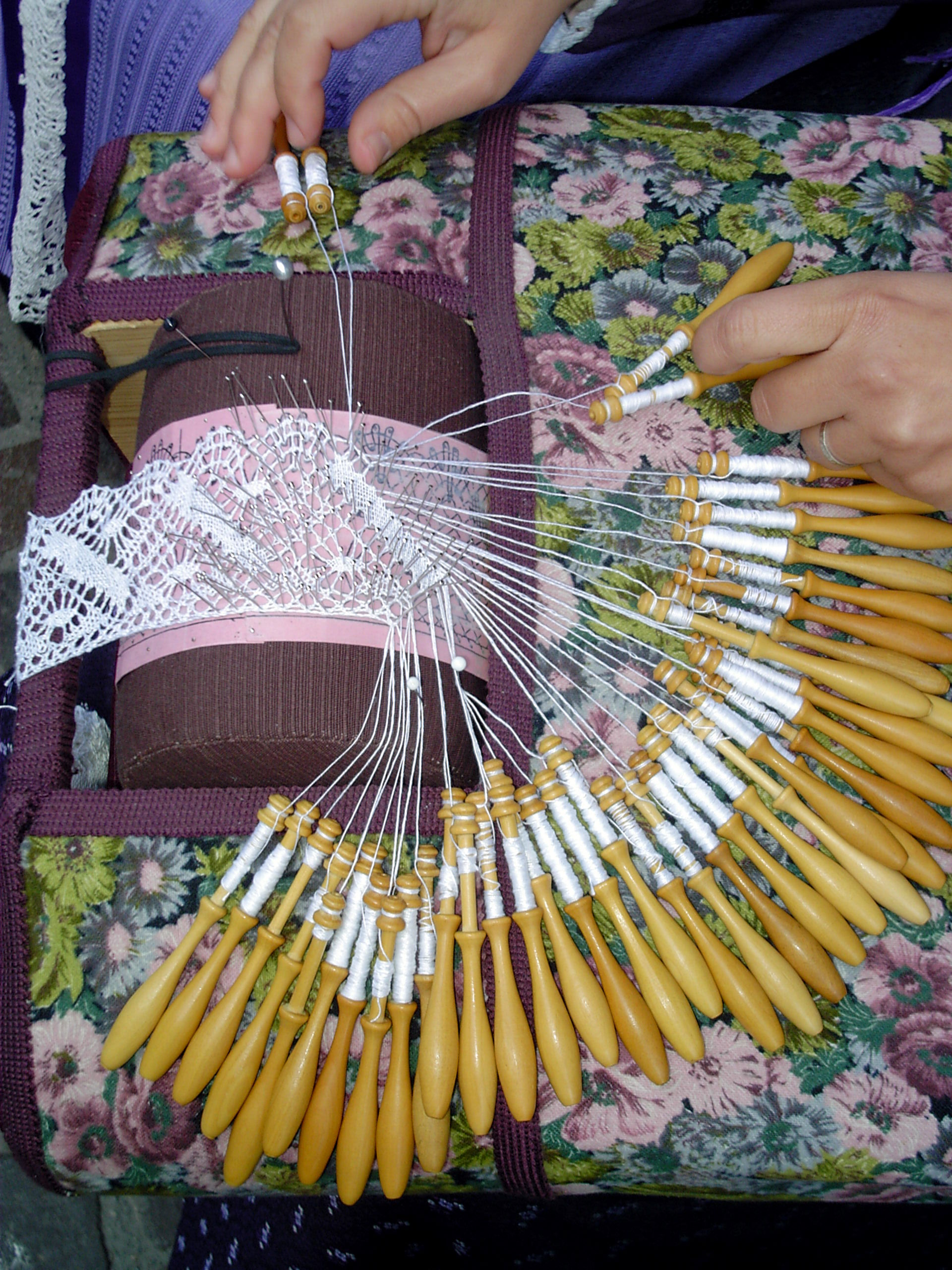
Dentellière travaillant avec des fuseaux.

Autrefois, ce travail se faisait à l'aide de fuseaux ou au crochet. Aujourd'hui, la mécanisation permet l'utilisation de machines qui rendent le travail plus rapide et plus régulier.
Les méthodes traditionnelles manuelles restent cependant pratiquées comme une activité de loisir (ou de complément de revenus). Certains artisans amateurs doués peuvent faire des ouvrages d’art dont le niveau de précision et de qualité ne peut être atteint au moyen d'ouvrages mécanisés (parce que la construction et l’entretien de machines-outils capables de réaliser ces travaux serait plus coûteuse que le travail manuel).
Certains ateliers publics nationaux ou ateliers de musée, voire aussi les maisons de haute-couture, financent des travaux réalisés manuellement par ces rares artisans (par exemple pour la restauration d’anciennes pièces) : la dentelle réalisée à la main, de tradition artisanale, est devenue un produit de luxe que ne peuvent souvent s’offrir les amateurs peu fortunés qu’en apprenant à les réaliser eux-mêmes.

## Quelques artistes
- Irène d’Olszowska
- Jenny Minne-Dansaert
- Lucie Paulis
- Greet Rome
- Colette van Steyvoort